# Arthur Alexander
Arthur Alexander (Sheffield, 10 de maio de 1940 - Nashville, 13 de junho de 1993) foi um músico dos Estados Unidos no estilo Country soul.
Suas canções foram gravadas por artistas como Beatles, Rolling Stones, Bee Gees e Elvis Presley. Teve um estilo suave, extremadamente melódico, como nas composições "Anna (Go to Him)" e "Soldier of love" (ambas gravadas pelos Beatles) e "You better move on" (gravada pelos Rolling Stones).
É uma das maiores lendas do Rock and roll de todos os tempos.